# Мар'янівка (Врадіївська селищна громада)
Мар'я́нівка — село в Україні, у Врадіївській селищній громаді Первомайського району Миколаївської області. Населення становить 103 особи.

## Населення
Згідно з переписом УРСР 1989 року чисельність наявного населення села становила 101 особа, з яких 44 чоловіки та 57 жінок.
За переписом населення України 2001 року в селі мешкали 103 особи.

### Мова
Розподіл населення за рідною мовою за даними перепису 2001 року:
| Мова       | Відсоток |
| ---------- | -------- |
| українська | 94,17 %  |
| російська  | 3,88 %   |
| молдовська | 1,94 %   |